# Denis Cussen
Pas d'image ? Cliquez ici

a Compétitions nationales et continentales officielles uniquement.

b Matchs officiels uniquement.
Denis John Cussen, né le 19 juillet 1901 à Newcastle West près de Limerick et mort le 15 décembre 1980 à Richmond, est un joueur de rugby à XV qui a évolué avec l'équipe d'Irlande au poste d'ailier. 

## Biographie
Denis Cussen dispute son premier test match le 12 février 1921 contre l'équipe d'Angleterre. Son dernier test match fut contre l'équipe d'Angleterre le 12 février 1927. Denis Cussen a remporté le Tournoi des Cinq Nations de 1926 et celui de 1927. 

## Palmarès
- Vainqueur du Tournoi des Cinq Nations en 1926 et 1927

## Statistiques en équipe nationale
- 15 sélections
- 15 points (5 essais)
- Sélections par années : 4 en 1921, 1 en 1922, 4 en 1923, 4 en 1926, 2 en 1927
- Tournois des Cinq Nations disputés:  1921, 1922, 1923, 1926, 1927